# Elsa Drucaroff
Elsa Drucaroff (Buenos Aires, 1957) es una escritora, profesora y crítica argentina.

## Biografía
Es profesora en Letras (INSP JVG) y doctora en Ciencias Sociales por la Universidad de Buenos Aires. Investiga y enseña literatura argentina contemporánea y teoría y crítica literarias en la Facultad de Filosofía y Letras de la Universidad de Buenos Aires y ejerce ocasionalmente el periodismo cultural.
Sus obras de ficción cruzan géneros populares como la novela de aventuras, el policial o el melodrama con la novela histórica. Su teoría sobre la semiosis y los discursos se nutre de la sociosemiótica materialista y neomarxista de Raymond Williams y de propuestas de Mijaíl Bajtín, cruzadas con líneas del feminismo de la diferencia y las lecturas que este hace del psicoanálisis freudo-lacaniano. Desde este marco leyó políticamente, cruzando género y clase, la narrativa argentina que de los años noventa a 2010 escriben las generaciones de postdictadura, amplio corpus literario que contribuyó a difundir.

## Obras

### Ensayos
- Mijail Bajtín. La guerra de las culturas (1.ª edición). Almagesto. 1996. ISBN 978-950-751-115-8.[10]
- Arlt, profeta del miedo (1.ª edición). Catálogos. 1997. ISBN 978-950-895-025-3.
- Historia crítica de la literatura argentina XI (1.ª edición). Emecé Editores. 2000. ISBN 978-950-04-2144-7.
- Los prisioneros de la torre (1.ª edición). Emecé Editores. 2011. ISBN 978-950-04-3295-5.[11]
- Qué queda de los cuatro peronismos (1.ª edición). Editorial Octubre. 2015. ISBN 978-987-3957-03-1. (En coautoría)
- Otro logos (1,ª ed. 1,ª reimp. edición). Edhasa. 2016. ISBN 978-987-628-379-3.[12]
- Fémina infame. Género y clase en Roberto Arlt. (1.° edición). Letras del sur, 2022.

### Novelas
- La patria de las mujeres (1.ª edición). Sudamericana. 1999. ISBN 978-950-07-1700-7.[13]
- Conspiración contra Güemes, una novela de bandidos, patriotas, traidores (1ª edición). Sudamericana. 2002. ISBN 978-950-07-2212-4.[14]
- El infierno prometido (1.ª ed. 2.ª reimp. edición). Sudamericana. 2006. ISBN 978-950-07-2710-5.[15]
- El último caso de Rodolfo Walsh (1.ª edición). Grupo Editorial Norma. 2009. ISBN 978-987-545-559-7.
- El último caso de Rodolfo Walsh (1.ª edición). Vi-Da Global. 2011. ISBN 978-987-34-0590-7.[16]

### Cuentos
- Leyenda erótica (Eloísa Cartonera, 2007)
- Checkpoint (Páginas de Espuma, 2019)

### Antologías
- Panorama InterZona. Narrativas emergentes argentinas (Antóloga, 2012)[17]
- El nuevo cuento argentino (Antóloga, 2017)[18]

### Autobiografía
- El pasadizo secreto : escenas de una autobiografía feminista (Marea, 2024)[19]

## Reconocimientos
- 2024ː Premio Konex 2024 Letras - Ensayo Literario. Diploma al mérito.[20]